# Liste der Monuments historiques in Villars-sous-Écot
Die Liste der Monuments historiques in Villars-sous-Écot führt die Monuments historiques in der französischen Gemeinde Villars-sous-Écot auf.

## Liste der Objekte
| Bezeichnung                 | Beschreibung                                   | Standort                    | Kennzeichnung | Schutzstatus | Datum | Bild |
| --------------------------- | ---------------------------------------------- | --------------------------- | ------------- | ------------ | ----- | ---- |
| Gemälde Heiliger Hieronymus | Ölfarbe auf Leinwand, 17. oder 18. Jahrhundert | in der Kirche St-Vit (Lage) | PM25002447    | Inscrit      | 1975  |      |
| Gemälde Heiliger Augustinus | Ölfarbe auf Leinwand, 17. oder 18. Jahrhundert | in der Kirche St-Vit (Lage) | PM25002448    | Inscrit      | 1975  |      |